# Сарайкин, Виктор Викторович
Ви́ктор Ви́кторович Сара́йкин (укр. Віктор Вікторович Сарайкін; род. 6 апреля 1959, Магнитогорск, Челябинская область) — советский и украинский актёр театра и кино, Народный артист Украины (2006), Заслуженный артист Российской Федерации (2004).

## Биография
Родился 6 апреля 1959 года в городе Магнитогорск Челябинской области в семье глухонемых. В детстве занимался фигурным катанием, но в 12 лет увлёкся кинематографом. Занимался в драмкружке, где преподавали актёры Магнитогорского театра драмы. Поступил в ГИТИС, на курс где готовили актёров для театров юного зрителя. Становиться актёром ТЮЗа Виктору Сарайкину не очень хотелось, поэтому он посещал занятия на параллельном курсе, где преподавали Олег Табаков и Константин Райкин. В 1980 году закончил ГИТИС.
Жена — актриса Нина Нижерадзе. Семью с ней он создал ещё когда учился в ГИТИСе, тогда же появился и сын — Матвей.
По окончании института был приглашён в Московский драматический театр на Малой Бронной, но продержался там всего пять дней, так как без прописки в Москве не имел права работать там. Пришлось перебираться в Киев, к родителям жены. Актёр Павел Морозенко помог молодым актёрам устроиться в новый на тот момент театр — Киевский государственный театр драмы и комедии на левом берегу Днепра, где Виктор с супругой прослужили 15 лет — с 1980 по 1995 год. Уже после того, как Виктор перебрался в Киев, его забрали на срочную службу в ряды Советской армии, служба проходила в железнодорожных войсках, на строительстве БАМа. В 1995 году также совместно с женой перешёл в Киевский театр имени Леси Украинки.

## Театральные работы

### Национальный академический театр русской драмы имени Леси Украинки
С 1995 года работает в Национальном академическом театре русской драмы имени Леси Украинки, где сыграл более 10 ролей.
- 1995 — «Школа скандала» Р. Шеридана; реж. Михаил Резникович — Джозеф Сэрфес[4]
- 1996 — «Любовь студента»
- 1996 — «Настоящий мужчина в начале тысячелетия…» Танкреда Дорста (при участии Урсулы Элер); реж. Михаил Резникович — Фернандо Крапп[5]
- 1998 — «Кошка на раскаленной крыше»
- 1999 — «Пизанская башня» Н. Птушкиной; реж. Надежда Батурина — Муж[6]
- 2001 — «Долетим до Милана»
- 2002 — «Кто убил Эмилию Галотти?..»
- 2002 — «В плену страстей» (Каменный властелин) Леси Украинки; реж. Михаил Резникович — Дон Жуан[7]
- 2003 — «Волки и овцы»
- 2006 — «Дон Кихот. 1938 год» М. Булгаков по М. Сервантесу; реж. Михаил Резникович — Сансон Карраско[8]
- 2011 — «Чуть мерцает призрачная сцена… (Юбилей. Юбилей? Юбилей!)»
- 2013 — «Нахлебник» И. Тургенева; реж. Михаил Резникович — Флегонт Александрыч Тропачёв, сосед Елецких
- 2014 — «Джульетта и Ромео» У. Шекспира; реж. Кирилл Кашликов — Капулетти
- 2016 — «Вид с моста» Артура Миллера, реж. Кирилл Кашликов — Эдди
- 2020 — «Калека с острова Инишмаан» Мартина Макдонаха, реж. Кирилл Кашликов — Джоннипатинмайк
- 2024 — «Танго» Славомира Мрожека, реж. Александр Степанцов — Стомиль

## Фильмография
1. 1980 — Глубокие родственники
2. 1981 — Последний гейм — Игорь Балагура
3. 1989 — Хочу сделать признание — Леонтий
4. 1990 — Это мы, Господи…
5. 1990 — Война на западном направлении
6. 1991 — Женщина для всех — Сергей, сослуживец Марии (также озвучил роль Александра Филиппенко)
7. 1991 — Афганец — Степан
8. 1991 — Ха-би-ассы
9. 1992 — Ради семейного очага — офицер
10. 1992 — Игра всерьёз
11. 1993 — Трамвай удачи
12. 1993 — Преступление со многими неизвестными — Альфонс Дзержикрай
13. 1993 — Золото партии — подручный Виктора
14. 1994 — Несколько любовных историй — Мазетто, садовник в женском монастыре
15. 1995 — Репортаж
16. 1996 — Операция «Контракт»
17. 1997 — Танго над пропастью
18. 1997 — Роксолана 1. Настуня — воин падишаха
19. 1998 — Улыбка зверя — Крутой
20. 1999 — Школа скандала
21. 1999 — Как закалялась сталь — Артём Корчагин
22. 2001 — След оборотня — Киреев, капитан милиции
23. 2001 — День рождения Буржуя-2 — Жека, друг Артурчика
24. 2002 — Кукла — Никичаев, капитан ДПС
25. 2003 — Тёмная лошадка — сослуживец
26. 2003 — Леди Мэр — Сергей Лыков, майор милиции
27. 2004 — Торгаши — Данилыч
28. 2004 — Русское лекарство — Юговцев
29. 2004 — Европейский конвой — Виталий
30. 2005 — Развод и девичья фамилия — Андрей Гальцев
31. 2005 — ПтахоLOVE
32. 2005 — Новый русский романс — Иваныч
33. 2005 — Каменская 4 — отец Артёма
34. 2005 — Золотые парни — Василий Родионов, капитан милиции в 1972 году, генерал в 2002 году
35. 2005 — Возвращение Мухтара 2 (эпизод «Охотничий трофей») — Лыков, (эпизод «Сладкая жизнь») — Лещинский
36. 2005 — Близкие люди — Гальцев, напарник Никоненко
37. 2006 — Тайна «Святого Патрика» — майор НКВД
38. 2006 — Первое правило королевы
39. 2006 — Сёстры по крови — Пётр Зайцев, участковый уполномоченный милиции, старший лейтенант милиции
40. 2006 — Охотник — Кунин
41. 2006 — Золотые парни 2 — Родионов Василий Евгеньевич, генерал
42. 2006 — Женская работа с риском для жизни — Тучин, подполковник
43. 2006 — Девять жизней Нестора Махно — Суховерхий
44. 2006 — Богдан-Зиновий Хмельницкий
45. 2006 — Без особых примет
46. 2007 — Сыщик Путилин — Судзиловский, поручик
47. 2007 — Смерть шпионам! — Ярцев, диверсант
48. 2007 — Люблю тебя до смерти — начальник
49. 2007 — Ликвидация — гвардии сержант Костюченко, новый водитель Гоцмана
50. 2008 — Чёрное платье — Виктор
51. 2008 — Реквием для свидетеля — Андрей Малышевский
52. 2008 — Колдовская любовь — Семён
53. 2008 — Катарсис
54. 2008 — Иллюзия страха — начальник стражи Соломона
55. 2008 — Десантный батя — Зубков, генерал
56. 2009 — Чужие души — муж Марины
57. 2009 — Хлебный день — муж Татьяны
58. 2009 — Третьего не дано — Алёхин, капитан
59. 2009 — Территория красоты — Георгий Корж
60. 2009 — Ромашка, кактус, маргаритка — учредитель
61. 2009 — При загадочных обстоятельствах (эпизод «Следующая станция — Смерть») — Юрий Андреевич, тренер
62. 2009 — Правила угона — Шморгунов, редактор газеты
63. 2009 — На всех широтах… — В. А. Истомин, контр-адмирал
64. 2009 — Капля света — Альберт Петрович, начальник Сергея
65. 2009 — Акула — Иван Воронов, управляющий базой
66. 2010 — Ефросинья — Семён Ларкин
67. 2010 — Золушка с прицепом — Жора Жук, владелец местного бара
68. 2010 — Демоны — Игорь Леонидович Кораблёв, прапорщик ОМОНа
69. 2010 — Вера, Надежда, Любовь — Савва Андреевич
70. 2010 — Брат за брата — Архипов, полковник, заместитель начальника Управления ФСБ
71. 2011 — Контригра — Герман Геринг
72. 2011 — Я тебя никогда не забуду — Никита Илларионович Зубов, генерал
73. 2011 — Воробушек — Сергей, отец Игоря
74. 2011 — Весна в декабре — Сомов, тренер
75. 2011 — Байки Митяя — Пётр Николаевич Скворцов, председатель
76. 2012 — Синдром дракона — Савостьянов, сотрудник ФСБ в Праге
77. 2012 — Счастливый билет — архитектор
78. 2012 — Лист ожидания — Михаил Сергеевич Осовецкий, бизнесмен
79. 2012 — Защитница — Степан («Чучельник»)
80. 2012 — Анна Герман — майор НКВД
81. 2013 — Оборотень в погонах
82. 2013 — Сваты 6 (12 серия) — Григорий Иванович, водитель фуры
83. 2013 — Кривое зеркало души — Фёдор Терентьев, отец
84. 2013 — Я буду ждать тебя всегда — Степан Иванович Лаптев, участковый милиционер
85. 2013 — Поцелуй — Фёдор Михайлович Редькин
86. 2013 — Нюхач — Сергей Петрович Кононов, бизнесмен
87. 2014 — Манекенщица — Сергей Петрович
88. 2014 — Мажор — Анатолий Агапов, отец Леры и Стаса
89. 2014 — Подмена в один миг — Василий Андреевич Андреев
90. 2014 — Последняя электричка — отец Сергея
91. 2014 — Свет и тень маяка — отец Чигорина
92. 2015 — Последний москаль — бандит
93. 2015 — Последний янычар — Иван
94. 2015 — По законам военного времени — Семён Георгиевич Федин, военный прокурор Киевского гарнизона
95. 2015 — Слуга народа — Пётр Васильевич Голобородько, отец президента
96. 2015 — Владимирская, 15 — полковник милиции, начальник УВД
97. 2016 — Чужая дочь — начальник полиции
98. 2016 — Гражданин Никто — Виктор Петрович Майков, майор Службы внутренней безопасности МВД
99. 2016 — Свадебное платье —  Иван Лукич Зарицкий
100. 2016 — Родичі (телесериал) — Борис Евгеньевич — сосед
101. 2017 — Майор и магия — Арсений Крупов, мэр города
102. 2017 — Слуга народа-2 — Пётр Васильевич Голобородько, отец президента
103. 2019 — Слуга народа-3 — Пётр Васильевич Голобородько, отец президента
104. 2019 — По разным берегам — Игорь Витальевич, бизнесмен-конкурент
105. 2020 — Шуша — Рогожин
106. 2020 — Молчание — охранник Ольги

## Награды и звания
- Народный артист Украины (30 ноября 2006 года) — за весомый личный вклад в развитие театрального искусства, весомые творческие достижения и высокое профессиональное мастерство[9].
- Заслуженный артист Украины (10 октября 1995 года) — за значительный личный вклад в развитие театрального и музыкального искусства, высокий профессионализм[10].
- Заслуженный артист Российской Федерации (22 мая 2004 года) — за большой вклад в укрепление российско-украинских культурных связей[11].